# Brice Johnson
Jonathan Brice Johnson (Orangeburg, 27 giugno 1994) è un cestista statunitense.

## Carriera
Dopo quattro anni a North Carolina, diventa eleggibile per il Draft NBA 2016, che si svolge al Barclays Center di Brooklyn il 23 giugno, durante il quale è stato scelto con la 25ª scelta assoluta dai Los Angeles Clippers.

## Statistiche

### College
| Anno      | Squadra             | PG  | PT | MP   | TC%  | 3P% | TL%  | RP   | AP  | PRP | SP  | PP   |
| --------- | ------------------- | --- | -- | ---- | ---- | --- | ---- | ---- | --- | --- | --- | ---- |
| 2012-2013 | N. Carol. Tar Heels | 36  | 2  | 10,6 | 51,1 | -   | 57,7 | 3,2  | 0,3 | 0,5 | 0,5 | 5,4  |
| 2013-2014 | N. Carol. Tar Heels | 34  | 2  | 19,4 | 56,6 | -   | 62,2 | 6,1  | 0,9 | 0,7 | 1,3 | 10,3 |
| 2014-2015 | N. Carol. Tar Heels | 38  | 37 | 24,7 | 56,6 | -   | 67,8 | 7,8  | 0,9 | 0,7 | 1,1 | 12,9 |
| 2015-2016 | N. Carol. Tar Heels | 40  | 39 | 28,0 | 61,4 | -   | 78,3 | 10,4 | 1,5 | 1,1 | 1,5 | 17,0 |
| Carriera  | Carriera            | 148 | 80 | 21,0 | 57,5 | -   | 70,8 | 7,0  | 0,9 | 0,8 | 1,1 | 11,6 |

### NBA

#### Regular Season
| Anno      | Squadra           | PG | PT | MP  | TC%  | 3P% | TL%  | RP  | AP  | PRP | SP  | PP  |
| --------- | ----------------- | -- | -- | --- | ---- | --- | ---- | --- | --- | --- | --- | --- |
| 2016-2017 | L.A. Clippers     | 3  | 0  | 3,0 | 28,6 | -   | -    | 1,0 | 0,3 | 0,7 | 0,3 | 1,3 |
| 2017-2018 | L.A. Clippers     | 9  | 0  | 4,2 | 63,6 | 0,0 | 100  | 1,4 | 0,1 | 0,7 | 0,2 | 1,8 |
| 2017-2018 | Memphis Grizzlies | 9  | 0  | 6,7 | 41,9 | -   | 33,3 | 2,0 | 0,1 | 0,3 | 0,4 | 3,0 |
| Carriera  | Carriera          | 21 | 0  | 5,1 | 44,9 | 0,0 | 60,0 | 1,6 | 0,1 | 0,5 | 0,3 | 2,2 |

### G League
| Anno      | Squadra         | PG | PT | MP   | TC%  | 3P%  | TL%  | RP   | AP  | PRP | SP  | PP   |
| --------- | --------------- | -- | -- | ---- | ---- | ---- | ---- | ---- | --- | --- | --- | ---- |
| 2016-2017 | S.L.C. Stars    | 6  | 0  | 19,3 | 49,2 | 16,7 | 71,4 | 6,5  | 0,3 | 0,3 | 1,5 | 12,2 |
| 2017-2018 | A.C. Clippers   | 23 | 22 | 27,7 | 46,7 | 29,2 | 76,0 | 9,2  | 1,3 | 0,7 | 1,0 | 13,2 |
| 2017-2018 | G. Rapids Drive | 1  | 1  | 31,9 | 50,0 | 0,0  | 57,1 | 16,0 | 1,0 | 0,0 | 0,0 | 16,0 |
| 2017-2018 | Memphis Hustle  | 2  | 0  | 22,5 | 63,2 | 0,0  | 60,0 | 9,0  | 2,0 | 1,5 | 1,0 | 13,5 |
| Carriera  | Carriera        | 32 | 23 | 25,9 | 48,1 | 25,4 | 72,4 | 8,9  | 1,2 | 0,7 | 1,1 | 13,1 |

## Palmarès
- Coppa d'Ucraina: 1

Budivelnyk Kiev: 2021